# Euro-Bobl-Future
Ein Euro-Bobl-Future (kurz Bobl-Future) ist ein Börsenterminkontrakt auf mittelfristige, festverzinsliche und fiktive Bundesobligationen (Bobls) oder Schuldverschreibungen der ehemaligen Treuhandanstalt.

## Hintergründe
Die Laufzeit eines Bobl-Futures beträgt maximal 9 Monate, d. h., es werden immer Kontrakte der nächsten drei Fälligkeitstermine gehandelt. Dem Bobl-Future liegen Bundesanleihen mit einer Restlaufzeit von 4,5 bis 5,5 Jahren (bezogen auf den Fälligkeitstermin des jeweiligen Kontraktes) zugrunde. Gehandelt werden Bobl-Futures an der Terminbörse Eurex unter dem Produktkürzel FGBM, wobei der Nominalwert eines Bobl-Futures 100.000 Euro beträgt.
Es werden pro Jahr vier Laufzeiten gehandelt, die jeweils im März, Juni, September und Dezember auslaufen. Der aktuelle Kurs der Bobl-Futures stellt dabei genau den Preis dar, den ein Investor am Markt für eine Bundesanleihe mit der Laufzeit der "am billigsten zu liefernden Anleihe" (cheapest to deliver) und einer (fiktiven) Verzinsung von genau 6 Prozent am Fälligkeitstermin des jeweiligen Future-Kontraktes bezahlen müsste. Die am billigsten zu liefernde Anleihe ist bei einem Renditeniveau < 6 % immer die am kürzesten laufende Anleihe, die im o. g. Laufzeitfenster von 4,5 bis 5,5 Jahren liegt.